# Віденська державна опера
Ві́денська держа́вна о́пера (нім. Wiener Staatsoper МФА: [ˈviːnɐ ˈʃtaːtsˌʔoːpɐ], до 1918 року — Віденська придворна опера) — найбільший оперний театр в Австрії, центр музичної культури. Будівля Віденської опери є пам'ятником архітектури; вона вирізняється складним зовнішнім декором і багатою обробкою внутрішніх приміщень. На сцені Віденської опери ставлять класичні опери і балети, виконуються вокальні партії і симфонічні твори. Щорічно в стінах Віденської опери проходить всесвітньо відомий Віденський бал. Понад сто пар у вечірніх сукнях і фраках відкривають цей бал. Почесним головою балу є президент Австрії.

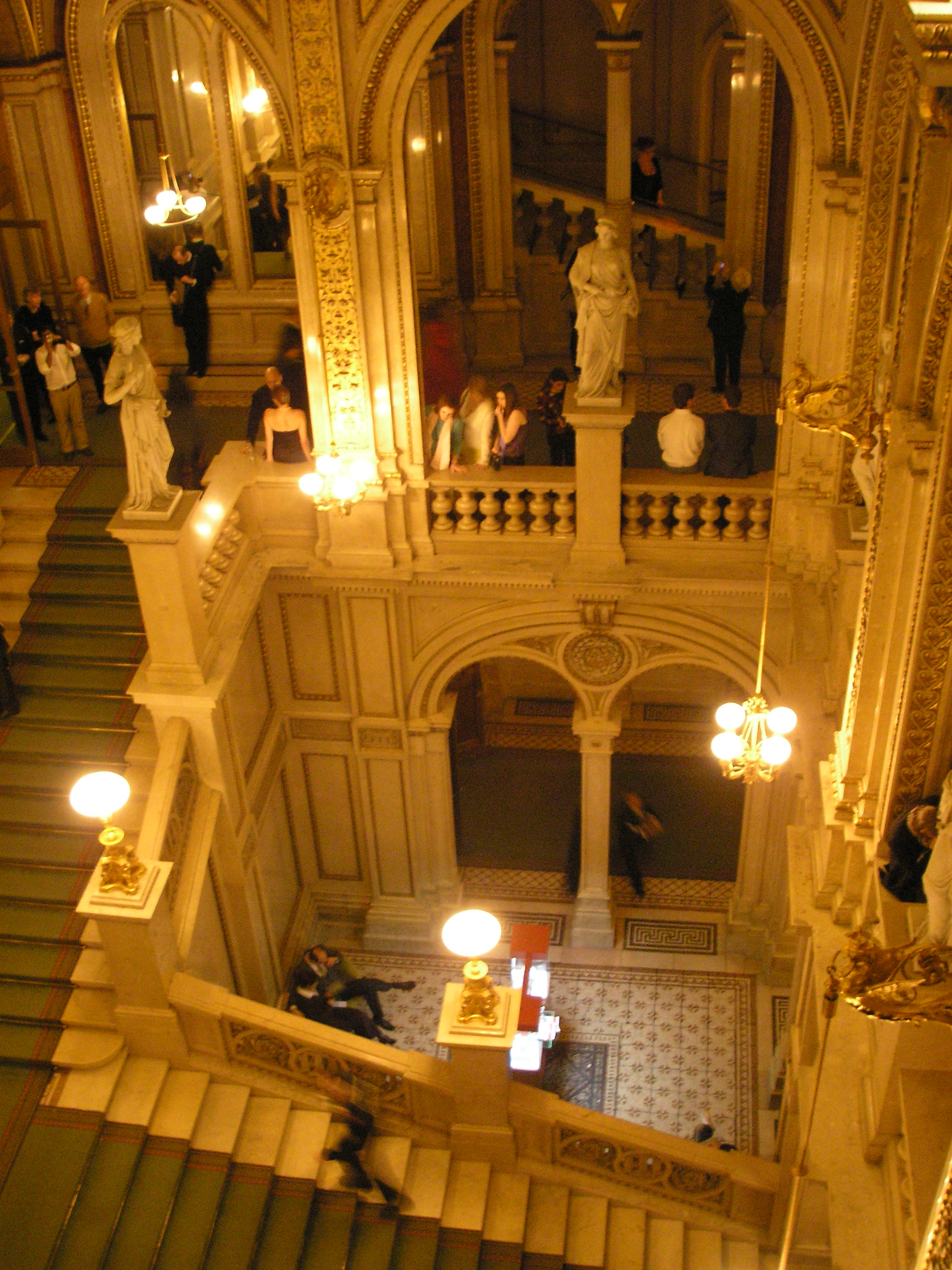
Сходи опери

## Історія
Театр заснований у середині XVII століття, проте спектаклі ставилися в різних приміщеннях.

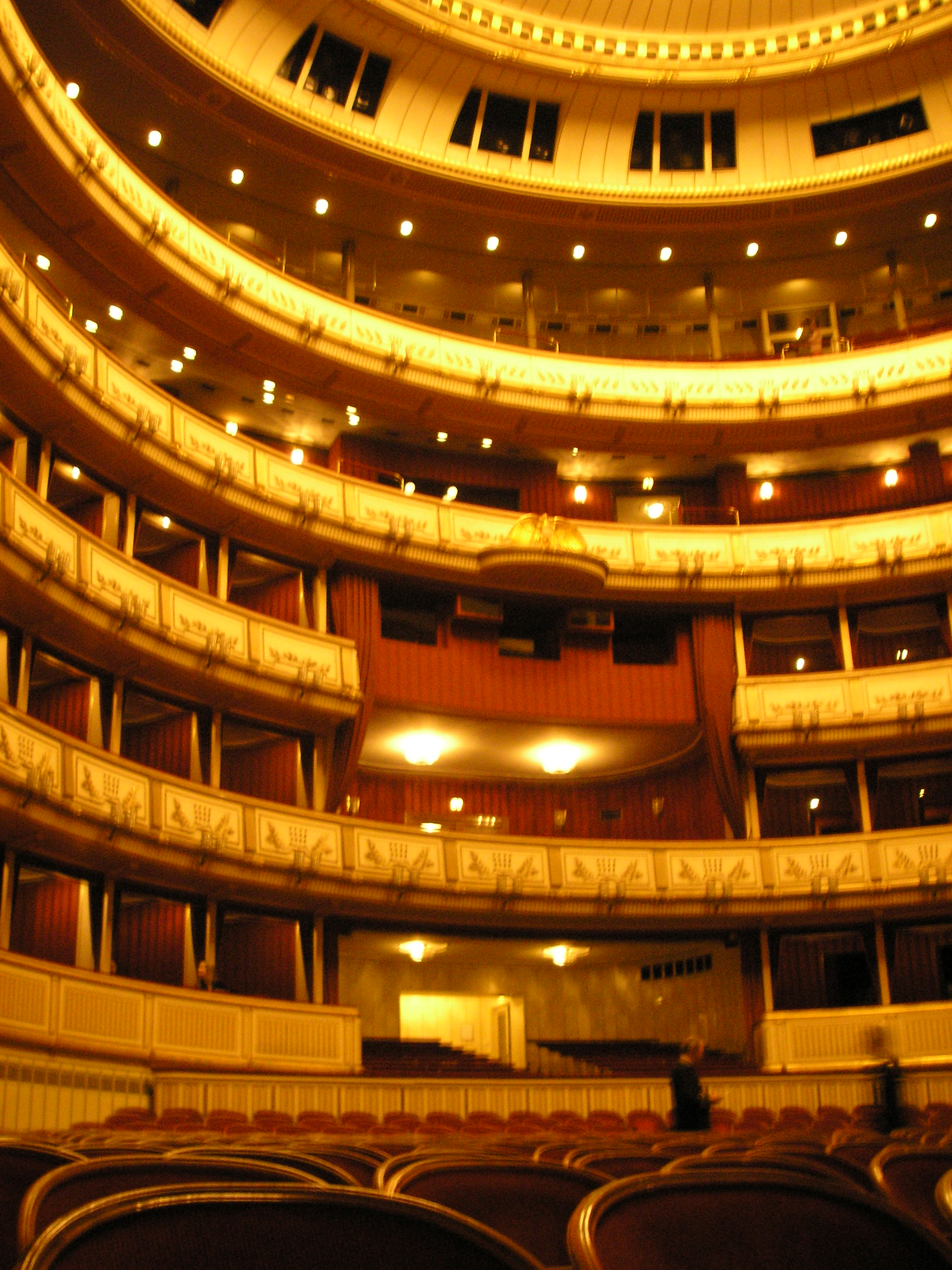
Глядацька зала

1861 року було розпочато будівництво спеціального будинку для Віденської опери за проєктом віденських архітекторів Августа Зікарда фон Зікардсбурга і Едуарда ван дер Нюлля. Контракт на будівництво опери виграв їхній учень, тридцятирічний архітектор Йозеф Главка (у майбутньому відомий чеський меценат).
Будівля була завершена до 1869, у встановлені терміни і відмінної якості. Спершу будівля піддавалася жорсткій критиці з боку мешканців міста, які називати її «кам’яною черепахою». Обидва архітектори – Август Сікард фон Сікардсбург та Едуард ван дер Нюль, сприйняли негативні відгуки дуже болісно і не змогли оговтатись від презирливого ставлення до свого творіння. Едуард покінчив життя самогубством, а місяць потому його колега Август помер від інфаркту. Одразу після злощасних подій імператор Франц Йосиф перестав так критично висловлюватися щодо будівлі Опери, і громадкість підтримала його. Будівля опери досі є в такому вигляді, як у 1869 році її створили два талановитих архітектори. Вистави відкрилися 25 травня оперою В. А. Моцарта «Дон Жуан».

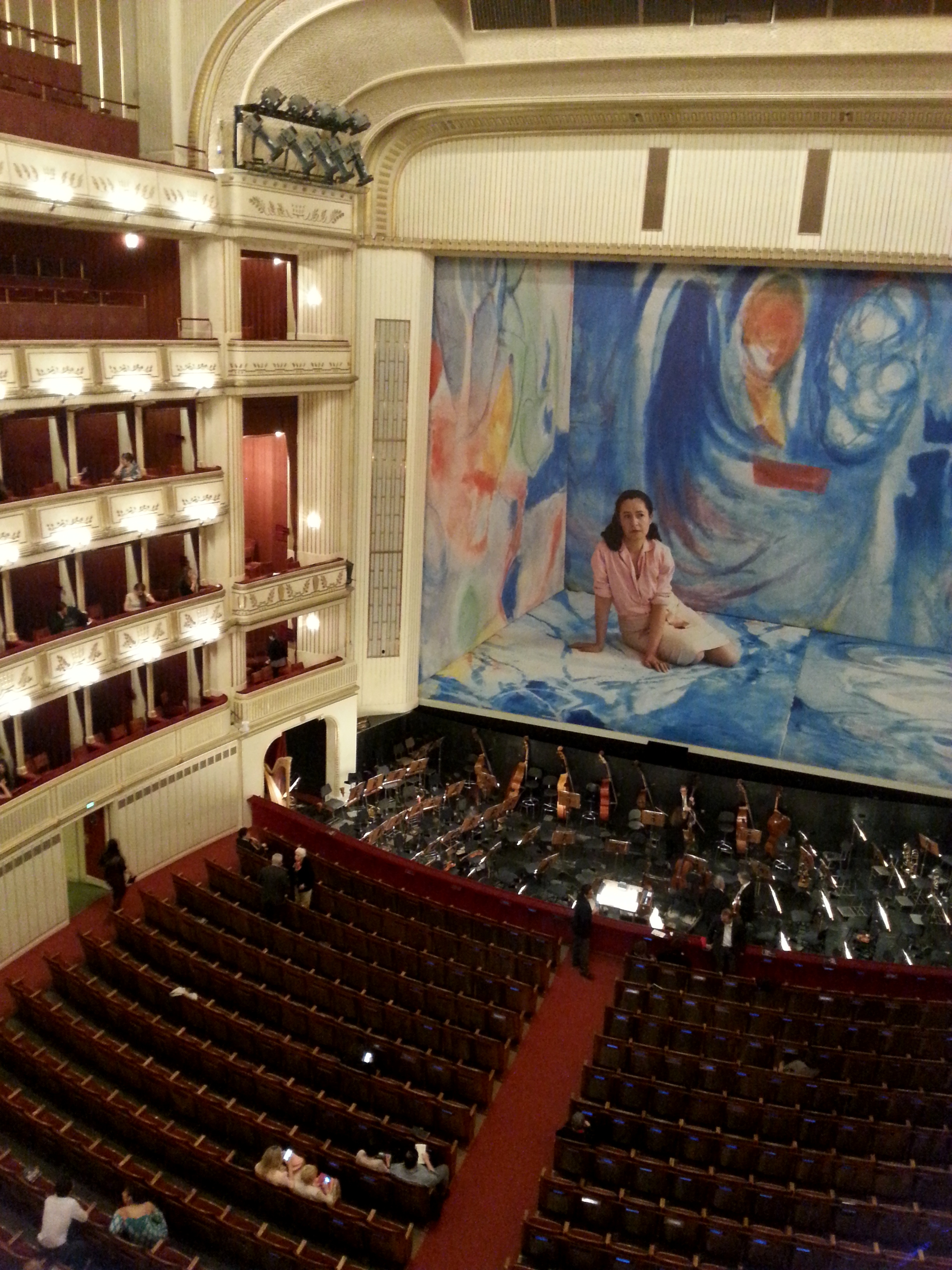
Сцена опери

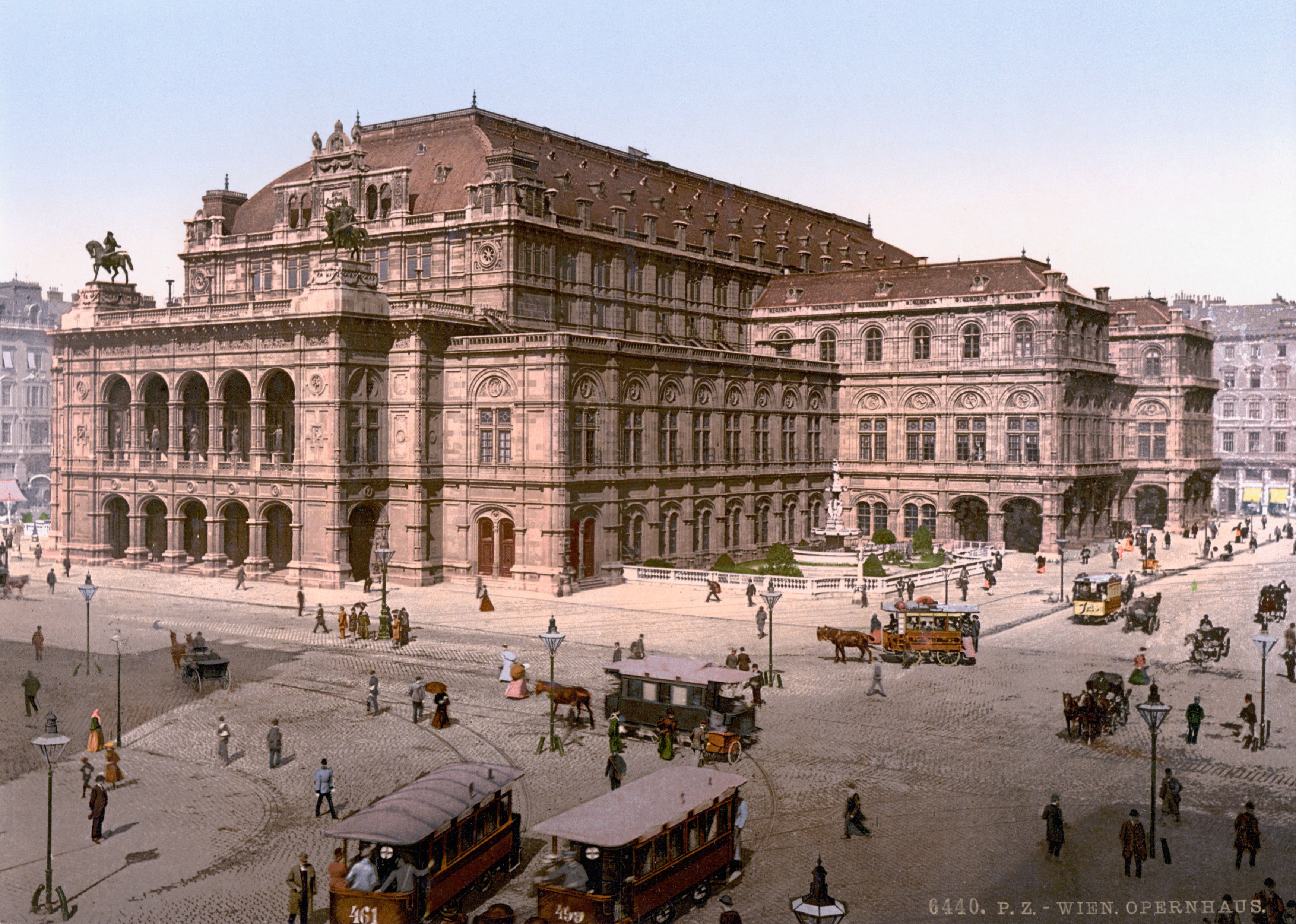
Віденська державна опера. 1900 рік

Опера на 2500 глядачів побудована на новій на той час вулиці Рінгштрассе, на дуже складному місці колишнього рову. Громадськість піддала цю споруду жорсткій критиці: будівля виглядала приземистою, втративши у висоті через підйом рівня вулиці на один метр. Її називали Кьоніггреці від мистецтва. Розкритикував будівлю й імператор Франц Йосиф I. Це скінчилося трагічно. У 1868 році 4 квітня повісився Едуард ван дер Нюлль, 11 червня помер Август фон Зікардсбург. Йозеф Главка тяжко захворів на невралгію, пересувався в інвалідному візку. У 1873 році він продав свою будівельну фірму і повернувся до Чехії, де жив у маєтку в Лужанах у Престічах, купленому для матері. Одужав лише 1880 року.
У роки окупації Відня нацистами з 1938 до 1945 театр переживав занепад. У березні 1945 року під час американського бомбардування Відня будинок театру було зруйновано. Відновили його лише в 1955.
Раз на рік у лютому Віденська державна опера у Відні на одну ніч перетворюється, немов у казці, і стає величезним залом для бальних танців. Стіни оперного театру наповнюється чарівними звуками віденського вальсу, і Відень вітає сто пар дебютантів, які в цей день, за старовинною традицією, представляються вищому суспільству.

## Архітектура
Автором архітектурного проекту будівлі Віденської державної опери є Август фон Зіккардсбург. Ідея оформлення інтер'єру в стилі французького нео-ренесансу належить архітектору Едуарду Ван ден Нюлль.
Громадськість того часу висловила різку критику на адресу роботи архітекторів, і на них посипалися звинувачення у надмірній марнотратності і відсутності смаку. Талановиті архітектори не змогли оговтатися від несподіваного удару і практично один за одним пішли з життя. Над фасадом оперного театру працював знаменитий скульптор Ернст Хёнел. Він втілив П'ять муз, які вважалися охоронницями мистецтва ще з часів античності, у вигляді витончених скульптур і розташував їх на фасаді будівлі. А фонтани, які прикрашають вхід в будівлю опери Відня, є роботою Ганса Гассер. Обстановка оперного театру воістину вражає.
Головні сходи театру прикрашають скульптури Йозефа Гасеріана, а в фоє представлені картини, що зображують фрагменти відомих оперних постановок.
Віденська державна опера, історія якої відновилася після десятирічної перерви і тривалої реставрації 11 травня 1955 року народження, розпочала своє нове творче життя постановкою опери Бетховена "Фіделіо". Художнім керівником театру став Герберт фон Караян. Висота відновленого будинку, виконаного в стилі неоренесанс, дорівнює 65 метрам, зал розрахований на 1709 місць,  що робить «Штаатсопер» найбільшим оперним театром Австрії.

## Зовнішній вигляд опери сьогодні
Сьогодні опера вражає туристів своєю величчю. Її висота становить 65 метрів, а величезний зал, будучи найбільшим в Австрії, здатний вмістити майже дві тисячі глядачів. На офіційному сайті є дані, що з них 1 709 місць сидячі, 567 місць - стоячі і навіть є 4 місця для людей в інвалідних візках. На чудовому фасаді опери є незвичайні арки, красиві колони, а також прекрасний витвір скульптора Ернста Хенель - п'ять чудових фігур, що зображають муз, які протегують оперного мистецтва: Любов, Героїзм, Комедія, Фантазія і Драма. Особливо красиво будівля опери виглядає ввечері з підсвічуванням.
Внутрішнє оздоблення також виконано вишукано і зі смаком: височенні стелі, незліченну кількість скульптур, бюсти знаменитих композиторів, чиї безсмертні твори протягом декількох століть звучать тут. Усередині є знамениті сходи, пишність яких вражає. По обидва боки встановлені скульптури, створені Йозефом Гассеріаном. Обов'язково загляньте в чайну, яка була створена за особливим замовленням самого імператора - тут він вважав за краще проводити час в антрактах і ділитися враженнями від щойно побачених і почутих уявлень.
Сьогоднішні жителі Відня, на відміну від своїх попередників 19-го століття, до опери ставляться досить трепетно. Багато з них кажуть, що якщо ви не побували в ній хоча б на ознайомчої прогулянці, то ви не відчули атмосферу міста по-справжньому. Такі екскурсії влаштовуються щодня і тривають близько 40 хвилин. За цей час ви дізнаєтеся багато цікавих фактів про історію опери, її архітектуру і зможете навіть зазирнути за лаштунки і дізнатися, що залишається «за кадром» під час вистав і що не бачать звичайні глядачі.

## Керівництво
На посту директора Віденської державної опери були музиканти, режисери й, особливо в другій половині XX століття, професійні адміністратори. Серед видатних диригентів, що очолювали оперу, минулого Густав Малер (1897–1907), Фелікс Вайнгартнер (1908–1911 та 1935–1936), Франц Шальк (1919–1929, до 1924 разом із Ріхардом Штраусом), Клеменс Краусс (1929–1934), Карл Бем (1943–1945 та 1954–1956), Герберт фон Караян (1956–1964), Лорін Маазель (1982–1984). В 1991–1992 директором опери був відомий співак Еберхард Вехтер. З 2002 музичним керівником опери є диригент Сейдзі Озава.

## Українки в опері
- Кушплер Зоряна
- Лук'янець Вікторія
- Безсмертна Ольга